# Rei Miro

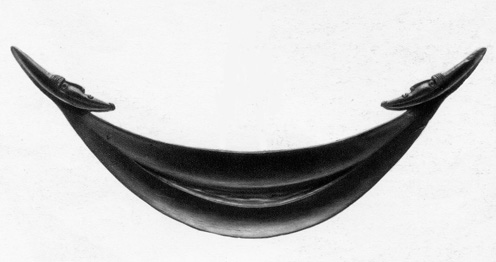
Un Rei Miro ornato con dei volti

Il Rei Miro è un pettorale di legno tipico della cultura dell'Isola di Pasqua. In passato veniva fatto con il legno dell'albero di Toromiro, ed era decorato alle due estremità da due teste di animali scolpite. Il Rei Miro può sia rappresentare un uccello che un'imbarcazione. Alcuni esemplari riportano anche delle incisioni in Rongorongo e due fori per far passare un piccolo spago, che probabilmente serviva per fissarlo. Quale fosse la funzione o il significato di tale oggetto è tuttora sconosciuto.
Il Rei Miro è anche divenuto il simbolo dell'Isola di Pasqua. Sulla bandiera dell'isola infatti è rappresentato un Rei Miro di colore rosso su sfondo bianco.